# Spireasläktet
Spireasläktet (Spiraea) är ett växtsläkte i familjen rosväxter med 80-100 arter.
De bildar lövfällande, från basen rikt förgrenade buskar, de bildar ofta rotskott. Grenarna är kala eller håriga. Bladen är strödda, skaftade eller oskaftade, enkla med sågade eller tandade kanter. Stipler saknas. Blommorna är tvåkönade och sitter tillsammans i kvastar eller klasar. Blombottnen är skålformig, kal eller hårig. Fodret är utan ytterfoder. Kronbladen är vita till mörkrosa och ståndarna är talrika. Stiften fem. Fruktämnet är översittande. Frukten är sammansatt av fem baljkapslar. Fröna är små, talrika. 
Förr räknades plymspirea in i spireasläktet, men den, och ytterligare några arter, placeras i dag för sig i plymspireasläktet.

## Bildgalleri

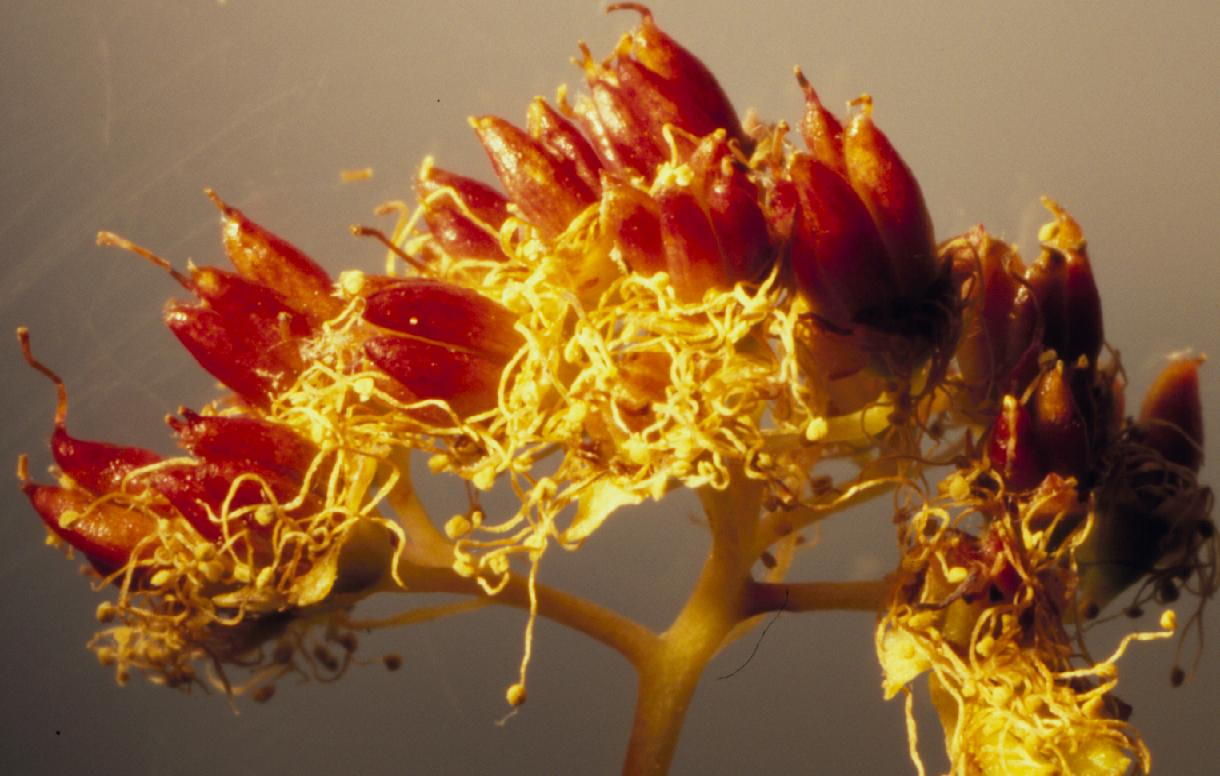
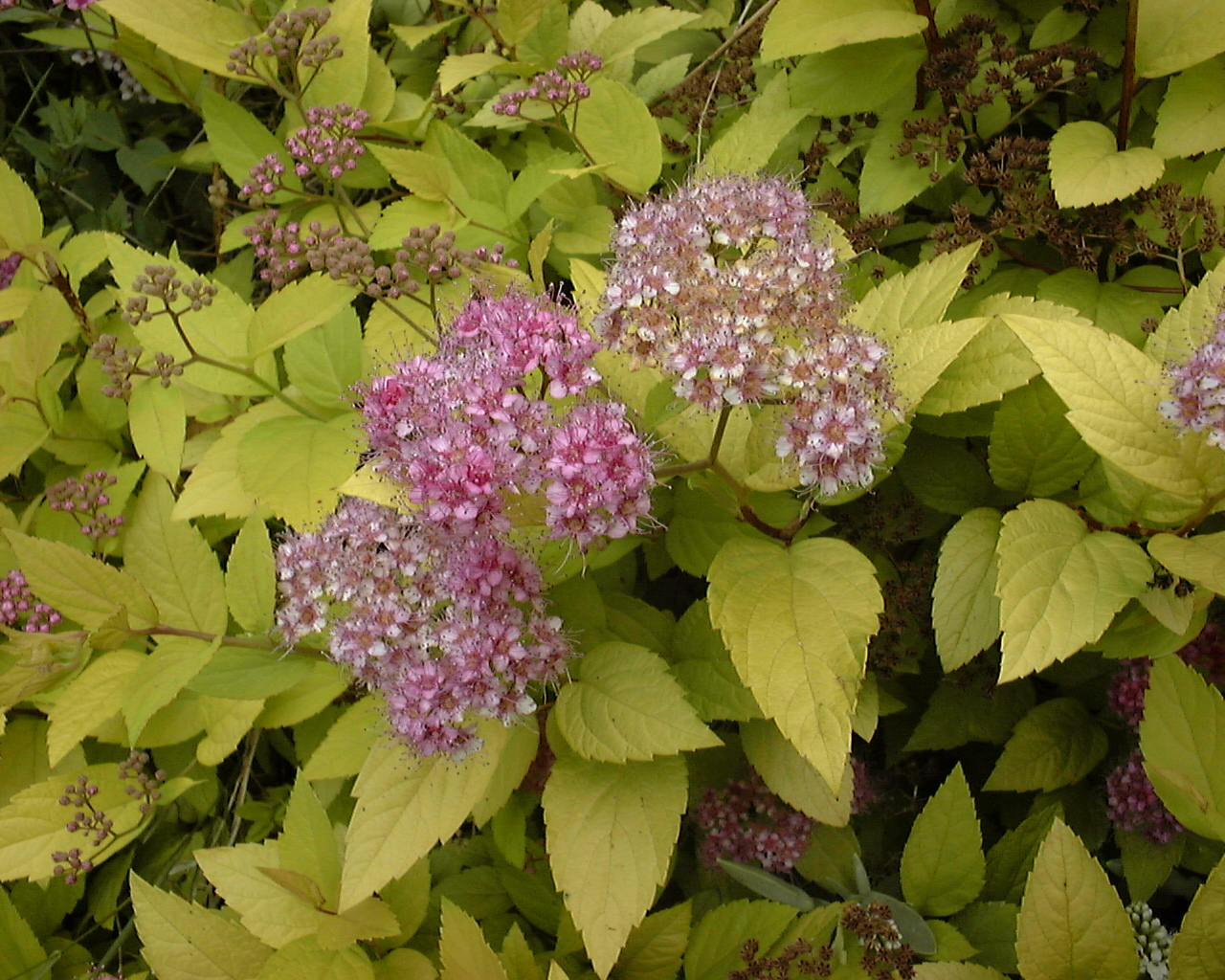
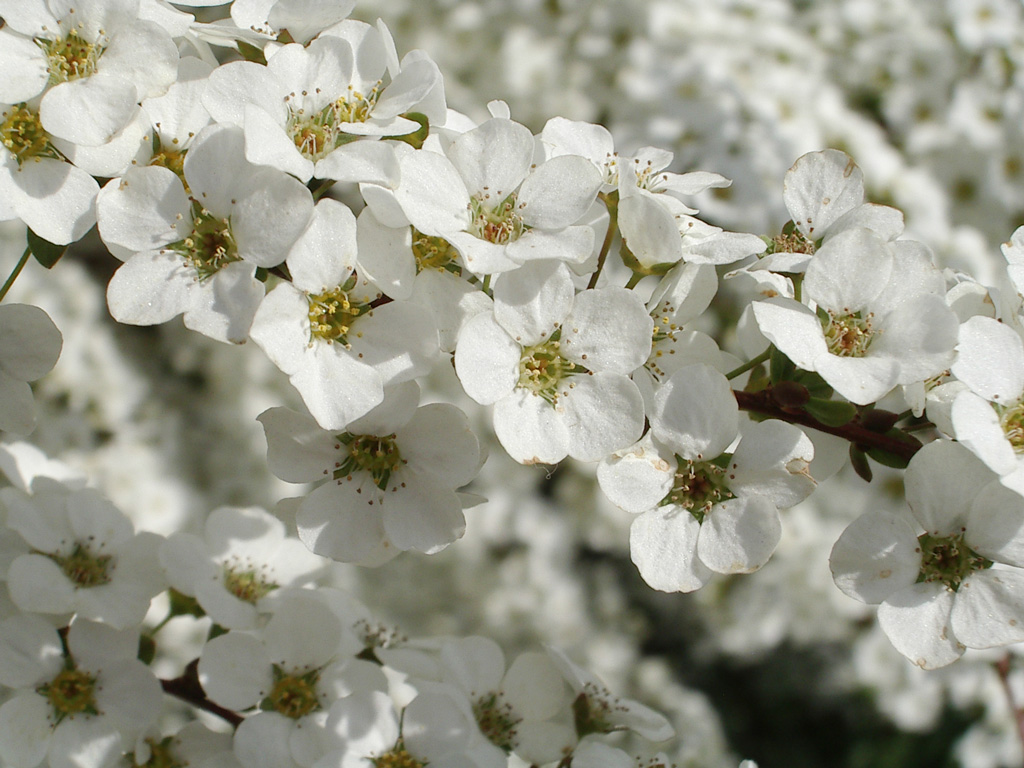
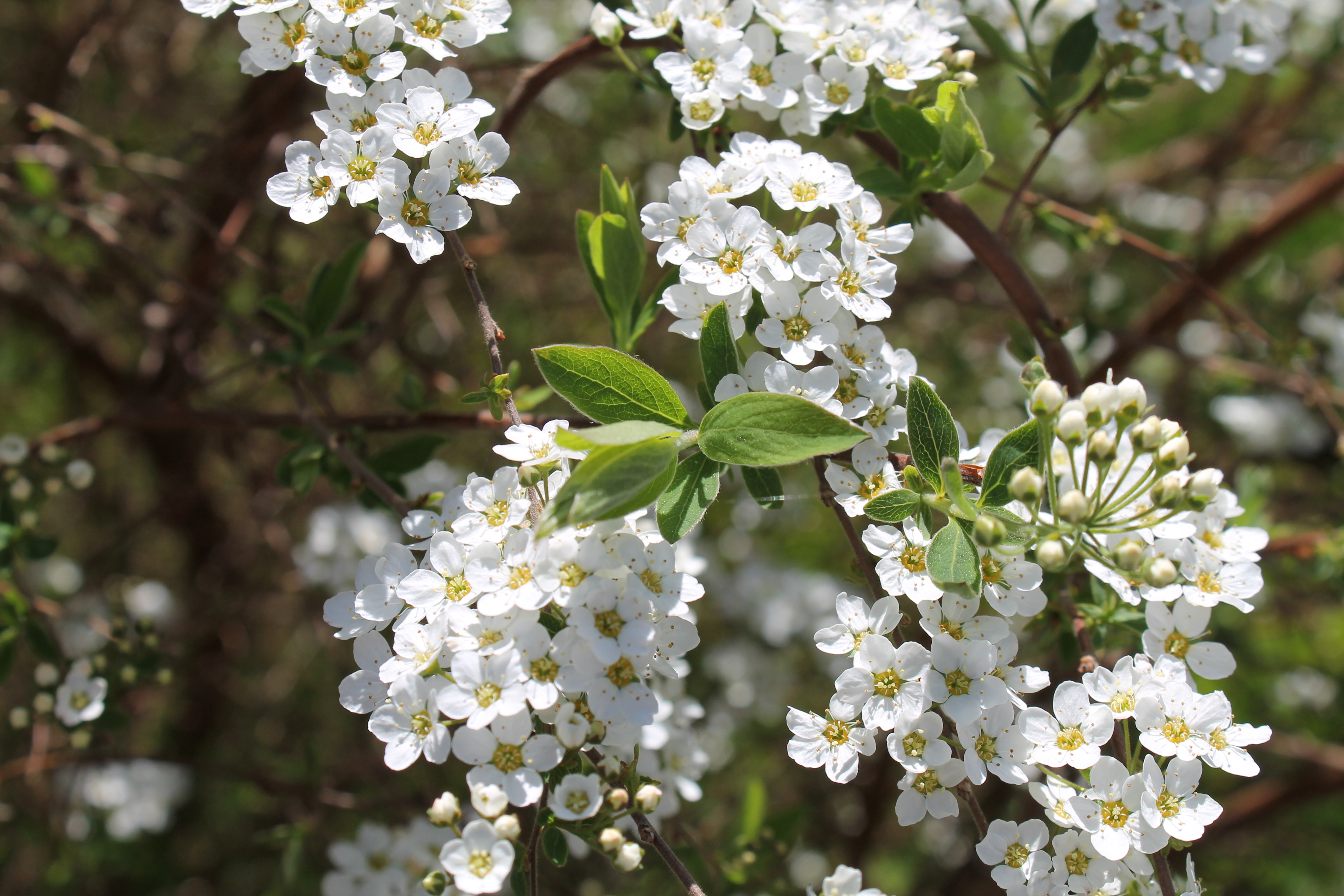
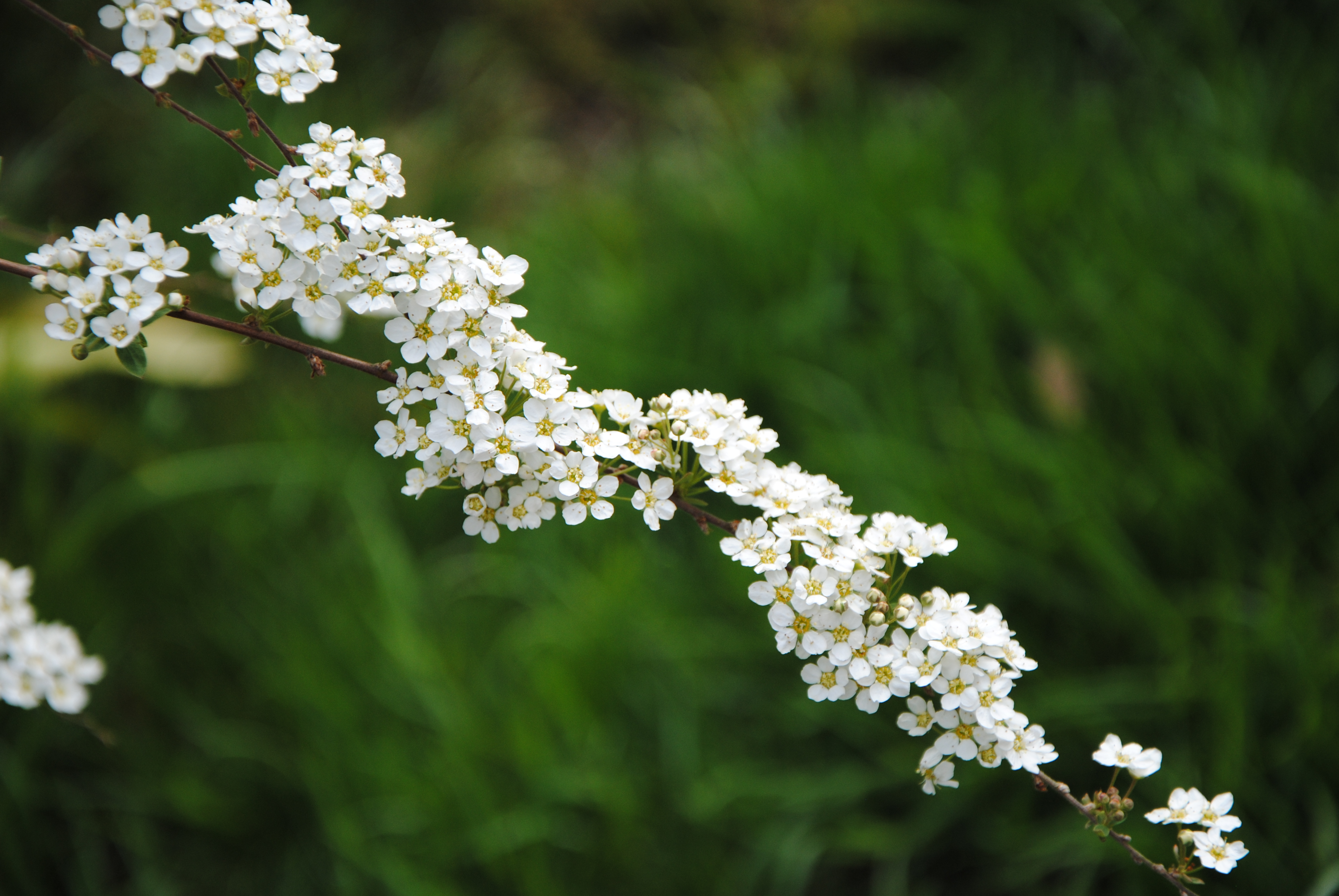

## Dottertaxa till Spireor, i alfabetisk ordning[1]
- Spiraea adiantoides
- Spiraea affinis
- Spiraea alaschanica
- Spiraea alba
- Spiraea alpina
- Spiraea anomala
- Spiraea aquilegifolia
- Spiraea arcuata
- Spiraea arenaria
- Spiraea arunachalensis
- Spiraea baldshuanica
- Spiraea bella
- Spiraea betulifolia
- Spiraea billardii
- Spiraea blumei
- Spiraea boissieri
- Spiraea calcicola
- Spiraea cana
- Spiraea canescens
- Spiraea cantoniensis
- Spiraea cavaleriei
- Spiraea chamaedryfolia
- Spiraea chambaensis
- Spiraea chartacea
- Spiraea chinensis
- Spiraea compsophylla
- Spiraea crenata
- Spiraea dahurica
- Spiraea daochengensis
- Spiraea darjeelingensis
- Spiraea dasyantha
- Spiraea decumbens
- Spiraea diversifolia
- Spiraea douglasii
- Spiraea duthieana
- Spiraea elegans
- Spiraea emarginata
- Spiraea faurieana
- Spiraea flexuosa
- Spiraea formosana
- Spiraea fritschiana
- Spiraea gracilis
- Spiraea grefsheimii
- Spiraea hailarensis
- Spiraea hayatana
- Spiraea hazarica
- Spiraea hemicryptophyta
- Spiraea henryi
- Spiraea hingshanensis
- Spiraea hirsuta
- Spiraea hitchcockii
- Spiraea hypericifolia
- Spiraea hypoleuca
- Spiraea insularis
- Spiraea japonica
- Spiraea kwangsiensis
- Spiraea kweichowensis
- Spiraea laeta
- Spiraea lasiocarpa
- Spiraea lichiangensis
- Spiraea lobulata
- Spiraea longigemmis
- Spiraea martinii
- Spiraea media
- Spiraea micrantha
- Spiraea miyabei
- Spiraea mollifolia
- Spiraea mongolica
- Spiraea morrisonicola
- Spiraea muliensis
- Spiraea myrtilloides
- Spiraea nankaiensis
- Spiraea nanojaponica
- Spiraea nayarii
- Spiraea nervosa
- Spiraea ningshiaensis
- Spiraea nipponica
- Spiraea nishimurae
- Spiraea ovalis
- Spiraea panchananii
- Spiraea panigrahiana
- Spiraea papillosa
- Spiraea parkeri
- Spiraea pilosa
- Spiraea pjassetzkii
- Spiraea prunifolia
- Spiraea pubescens
- Spiraea purpurea
- Spiraea pyramidata
- Spiraea raizadae
- Spiraea rhamniphylla
- Spiraea rosthornii
- Spiraea salicifolia
- Spiraea sargentiana
- Spiraea schlothauerae
- Spiraea schneideriana
- Spiraea schochiana
- Spiraea septentrionalis
- Spiraea sheikhii
- Spiraea siccanea
- Spiraea splendens
- Spiraea subcanescens
- Spiraea subdioica
- Spiraea sublobata
- Spiraea subrotundifolia
- Spiraea tanguensis
- Spiraea tarokoensis
- Spiraea teniana
- Spiraea teretiuscula
- Spiraea thibetica
- Spiraea thunbergii
- Spiraea tomentosa
- Spiraea trichocarpa
- Spiraea trilobata
- Spiraea uratensis
- Spiraea vacciniifolia
- Spiraea vanhouttei
- Spiraea wardii
- Spiraea veitchii
- Spiraea velutina
- Spiraea villosicarpa
- Spiraea wilsonii
- Spiraea virginiana
- Spiraea vorobjevii
- Spiraea xizangensis
- Spiraea yunnanensis
- Spiraea zabeliana